# Plesmo
Plesmo je naselje u Republici Hrvatskoj u Sisačko-moslavačkoj županiji, u sastavu grada Novske.

## Zemljopis
Plesmo se nalazi jugozapadno od Novske u Lonjskom polju, susjedna naselja su Sigetac na sjeveru te Krapje na jugu.

## Stanovništvo
Prema popisu stanovništva iz 2011. godine Plesmo je imalo 87 stanovnika.
| broj stanovnika | 416   | 442   | 422   | 431   | 465   | 621   | 419   | 496   | 404   | 354   | 276   | 177   | 136   | 108   | 86    | 87    | 58    |
|                 | 1857. | 1869. | 1880. | 1890. | 1900. | 1910. | 1921. | 1931. | 1948. | 1953. | 1961. | 1971. | 1981. | 1991. | 2001. | 2011. | 2021. |